# Anthracotheriidae
De Anthracotheriidae zijn een familie van uitgestorven zoogdieren die leefden van het Midden-Eoceen tot Plioceen.

## Kenmerken
Deze zwaargebouwde aquatische dieren hadden een brede kop met een varkensachtig uiterlijk. Hun afmetingen varieerden van een middelgrote hond tot een nijlpaard. Ze hadden korte en gedrongen poten en altijd vijf tenen aan de voorpoten en vier aan de achterpoten.

## Verspreiding
De naam Anthracotheriidae betekent in letterlijke zin 'kooldieren', omdat talrijke fossiele exemplaren werden aangetroffen in steenkoollagen. Ze hadden waarschijnlijk een verwantschap met de nijlpaarden en waren eveneens aquatische dieren. Hun aanwezigheid was grotendeels beperkt tot de Oude Wereld en vooral in Azië waren ze goed vertegenwoordigd.

## Vondsten
In Noord-Amerika werden vooral fossielen gevonden in Oligocene afzettingen. Andere fossiele resten werden ontdekt in de goed gedateerde Midden- en Laat-Miocene afzettingen van het Pothohar-plateau in het noorden van Pakistan.

## Indeling
- † Aepinacodon Troxell, 1921
- † Afromeryx Pickford, 1991
- † Ancodon Pomel, 1847
- † Anthracochoerus Dal Piaz, 1930
- † Anthracosenex Zdansky, 1930

Onderfamilie Anthracotheriinae Leidy, 1869
- † Arretotherium Douglass, 1901
- † Atopotherium Ducrocq et al., 1996
- † Bakalovia Nikolov & Heissig, 1985
- † Bothriodon Aymard, 1846

Onderfamilie Bothriodontidae Scott & Jepsen, 1940
- † Bugtitherium Pilgrim, 1908
- † Bunobrachyodus Deperet, 1908
- † Choeromeryx Pomel, 1848
- † Diplopus Kowalewski, 1873
- † Gonotelma Pilgrim, 1908
- † Hemimeryx Lydekker, 1883
- † Heothema Tang, 1978
- † Heptacodon Marsh, 1894
- † Huananothema Tang, 1978
- † Kukusepasutanka MacDonald, 1956
- † Masritherium Fourtau, 1918
- † Merycops Pilgrim, 1910
- † Pachychoerops Kretzoi, 1941
- † Parabrachyodus Forster-Cooper, 1915
- † Probrachyodus Xu & Chiu, 1962
- † Prominatherium Teller, 1884
- † Sivameryx Lydekker, 1883
- † Telmatodon Pilgrim, 1907
- † Ulausuodon Hu, 1963